# Johan Reinhold Sahlberg
Johan Reinhold Sahlberg (ur. 1845, zm. 1920) – fiński przyrodnik i entomolog, specjalizujący się w pluskwiakach i chrząszczach (zwłaszcza kusakowatych).
J.R. Sahlberg urodził się 6 czerwca 1845 w Helsinkach, jako szóste z jedenaściorga dzieci Ferdinanda Reinholda Sahlberga i Sofii Christiny Sahlberg. Ukończył gimnazjum w Turku, po czym, w 1865, dostał się na Uniwersytet Helsiński. Studiował tam nauki przyrodnicze i w 1869 otrzymał tytuł magistra. W 1880 został doktorem, a w 1883 profesorem nadzwyczajnym entomologii, które to stanowisko piastował, aż do 1918, gdy został professor emeritus. Zmarł 8 maja 1920 w Helsinkach.
W czasie swojej pracy naukowej, Sahlberg interesował się głównie pluskwiakami i chrząszczami. Odbywał wiele wypraw i ekspedycji entomologicznych, nie tylko w Finlandii, ale także do rosyjskiej Karelii i Laponii, północno-zachodniej Syberii, Szwecji, Norwegii, Palestyny, Korfu, Kaukazu, zachodniego Turkiestanu, Włoch, Grecji, Tunezji, Bałkanów, Syrii itd. Zgromadził w ten sposób olbrzymi zbiór owadów. Na jego podstawie opisał wiele gatunków pluskwiaków i chrząszczy, w tym 109 gatunków i 3 rodzaje z rodziny kusakowatych.